# S-Bahn dell'Alta Austria
La S-Bahn dell’Alta Austria (in tedesco S-Bahn Oberösterreich) è il servizio ferroviario suburbano che serve la regione austriaca dell’Alta Austria.

## Storia
La S-Bahn dell’Alta Austria venne istituita con il cambio orario dell’11 dicembre 2016, grazie all’introduzione dell’orario cadenzato sulle linee afferenti al nodo di Linz.

## Rete
La rete si compone di cinque linee, convergenti a raggiera sulla città di Linz:
- S1 Linz Hbf - Garsten
- S2 Linz Hbf - Wels Hbf
- S3 Linz Hbf - Pregarten
- S4 Linz Hbf - Kirchdorf
- S5 Linz Hbf - Eferding